# Saint-Ismier
Saint-Ismier je naselje in občina v vzhodnem francoskem departmaju Isère regije Rona-Alpe. Leta 2009 je naselje imelo 6.320 prebivalcev.

## Geografija
Kraj leži v pokrajini Daufineji ob reki Isère, 11 km severovzhodno od središča Grenobla. Zahodni del ozemlja občine se nahaja v naravnem regijskem parku Chartreuse.

## Uprava
Saint-Ismier je sedež istoimenskega kantona, v katerega so poleg njegove vključene še občine Bernin, Biviers, Montbonnot-Saint-Martin in Saint-Nazaire-les-Eymes z 20.152 prebivalci.
Kanton Saint-Ismier je sestavni del okrožja Grenoble.

## Zanimivosti
- romanska cerkev sv. Filiberta iz 12. stoletja,
- ruševine srednjeveškega stolpa Tour d'Arces.

## Pobratena mesta
- Stroud (Anglija, Združeno kraljestvo);